# Moldavie aux Jeux olympiques d'été de 2024
La Moldavie participe aux Jeux olympiques de 2024 à Paris. Il s'agit de sa 8e participation à des Jeux olympiques d'été.
Les archers Dan Olaru et Alexandra Mîrca sont nommés porte-drapeau de la délégation moldave en juillet 2024. Ils étaient déjà tous les deux les porte-drapeau aux Jeux olympiques précédents.

## Nombre d’athlètes qualifiés par sport
Voici la liste des qualifiés et sélectionnés moldaves par sport (remplaçants compris) :
| Sport             | Hommes | Femmes | Total |
| ----------------- | ------ | ------ | ----- |
| Athlétisme        | 2      | 3      | 5     |
| Canoë-kayak       | 1      | 2      | 3     |
| Équitation        | -      | 1      | 1     |
| Haltérophilie     | 1      | -      | 1     |
| Judo              | 3      | -      | 3     |
| Lutte             | 4      | 3      | 7     |
| Natation sportive | 1      | 1      | 2     |
| Tennis de table   | 1      | -      | 1     |
| Tir               | 0      | 1      | 1     |
| Tir à l'arc       | 1      | 1      | 2     |
| Total             | 14     | 12     | 26    |

## Bilan général
| Sport       | Médaille d'or, Jeux olympiques | Médaille d'argent, Jeux olympiques | Médaille de bronze, Jeux olympiques | Total | Rang pays |
| ----------- | ------------------------------ | ---------------------------------- | ----------------------------------- | ----- | --------- |
| Canoë-kayak | -                              | -                                  | 1                                   | 1     |           |
| Judo        | -                              | -                                  | 2                                   | 2     |           |
| Lutte       | -                              | 1                                  | -                                   | 1     |           |
| Total       | 0                              | 1                                  | 3                                   | 4     | 72        |

| Jour       | Médaille d'or, Jeux olympiques | Médaille d'argent, Jeux olympiques | Médaille de bronze, Jeux olympiques | Total |
| ---------- | ------------------------------ | ---------------------------------- | ----------------------------------- | ----- |
| 28 juillet | -                              | -                                  | 1                                   | 1     |
| 29 juillet | -                              | -                                  | 1                                   | 1     |
| 9 août     | -                              | 1                                  | 1                                   | 2     |
| Total      | 0                              | 1                                  | 3                                   | 4     |

| Sexe   | Médaille d'or, Jeux olympiques | Médaille d'argent, Jeux olympiques | Médaille de bronze, Jeux olympiques | Total |
| ------ | ------------------------------ | ---------------------------------- | ----------------------------------- | ----- |
| Hommes | -                              | -                                  | 3                                   | 3     |
| Femmes | -                              | 1                                  | -                                   | 1     |
| Mixte  | -                              | -                                  | -                                   | -     |
| Total  | 0                              | 1                                  | 3                                   | 4     |

## Médaillés
| Sport | Discipline      | Athlète(s)        | Performance                      | Date        |
| ----- | --------------- | ----------------- | -------------------------------- | ----------- |
| Lutte | -57 kg - Femmes | Anastasia Nichita | 6-0 contre Tsugumi Sakurai (JPN) | 9 août 2024 |

| Sport       | Discipline       | Athlète(s)         | Performance                    | Date            |
| ----------- | ---------------- | ------------------ | ------------------------------ | --------------- |
| Judo        | - 66 kg - Hommes | Denis Vieru        | 00 - 01 contre Walide Khyar    | 28 juillet 2024 |
| Judo        | - 73 kg - Hommes | Adil Osmanov       | 00 - 10 contre Manuel Lombardo | 29 juillet 2024 |
| Canoë-kayak | Sprint (C1)      | Serghei Tarnovschi | 3 min 44 s 68                  | 9 août 2024     |

## Résultats

### Athlétisme

#### Hommes
| Serghei Marghiev | Lancer du marteau | m | e | m | e |
| Andrian Mardare  | Lancer du javelot | m | e | m | e |

#### Femmes
| Dimitriana Bezede   | Lancer du poids   | m | e | m | e |
| Alexandra Emilianov | Lancer du disque  | m | e | m | e |
| Zalina Petrivskaya  | Lancer du marteau | m | e | m | e |

### Canoë-kayak

#### Course en ligne
| Athlète | Compétition | Séries | Séries | Quarts de finale | Quarts de finale | Demi-finales | Demi-finales | Finales A, B, C | Finales A, B, C |
| Athlète | Compétition | Temps  | Rang   | Temps            | Rang             | Temps        | Rang         | Temps           | Rang            |
| ------- | ----------- | ------ | ------ | ---------------- | ---------------- | ------------ | ------------ | --------------- | --------------- |
|         | C1 1 000 m  |        | e      |                  | e                |              | e            |                 | e               |

| Athlète | Compétition | Séries | Séries | Quarts de finale | Quarts de finale | Demi-finales | Demi-finales | Finales A, B, C | Finales A, B, C |
| Athlète | Compétition | Temps  | Rang   | Temps            | Rang             | Temps        | Rang         | Temps           | Rang            |
| ------- | ----------- | ------ | ------ | ---------------- | ---------------- | ------------ | ------------ | --------------- | --------------- |
|         | C1 200 m    |        | e      |                  | e                |              | e            |                 | e               |
|         | C2 500 m    |        | e      |                  | e                |              | e            |                 | e               |

### Équitation
| Athlète | Cheval | Compétition | Grand Prix | Grand Prix | Grand Prix Spécial | Grand Prix Spécial | Grand Prix Spécial | Grand Prix Freestyle | Grand Prix Freestyle | Grand Prix Freestyle | Total | Total |
| Athlète | Cheval | Compétition | Score      | Rang       | Score              | Total              | Rang               | Score                | Total                | Rang                 | Score | Rang  |
| ------- | ------ | ----------- | ---------- | ---------- | ------------------ | ------------------ | ------------------ | -------------------- | -------------------- | -------------------- | ----- | ----- |
|         |        | Individuel  |            | e          | Non disputé        | Non disputé        | Non disputé        |                      |                      | e                    |       | e     |

### Haltérophilie
| Athlète | Compétition    | Arraché  | Arraché | Épaulé-jeté | Épaulé-jeté | Total | Rang |
| Athlète | Compétition    | Résultat | Rang    | Résultat    | Rang        | Total | Rang |
| ------- | -------------- | -------- | ------- | ----------- | ----------- | ----- | ---- |
|         | Moins de 89 kg | kg       | e       | kg          | e           | kg    | e    |

### Judo
| Athlète | Compétition    | 1er tour            | 2e tour             | Quart de finale     | Demi-finale         | Repêchage           | Finale / CB         | Rang |
| Athlète | Compétition    | Adversaire Résultat | Adversaire Résultat | Adversaire Résultat | Adversaire Résultat | Adversaire Résultat | Adversaire Résultat | Rang |
| ------- | -------------- | ------------------- | ------------------- | ------------------- | ------------------- | ------------------- | ------------------- | ---- |
|         | Moins de 66 kg |                     |                     |                     |                     |                     |                     | e    |
|         | Moins de 73 kg |                     |                     |                     |                     |                     |                     | e    |
|         | Moins de 81 kg |                     |                     |                     |                     |                     |                     | e    |

### Lutte
| Athlète | Compétition    | Huitièmes de finale | Quart de finale     | Demi-finale         | Repêchage           | Finale / CB         | Rang |
| Athlète | Compétition    | Adversaire Résultat | Adversaire Résultat | Adversaire Résultat | Adversaire Résultat | Adversaire Résultat | Rang |
| ------- | -------------- | ------------------- | ------------------- | ------------------- | ------------------- | ------------------- | ---- |
|         | Moins de 65 kg |                     |                     |                     |                     |                     | e    |
|         | Moins de 97 kg |                     |                     |                     |                     |                     | e    |

| Athlète           | Compétition    | Huitièmes de finale                   | Quart de finale                     | Demi-finale         | Repêchage           | Finale / CB           | Rang |
| Athlète           | Compétition    | Adversaire Résultat                   | Adversaire Résultat                 | Adversaire Résultat | Adversaire Résultat | Adversaire Résultat   | Rang |
| ----------------- | -------------- | ------------------------------------- | ----------------------------------- | ------------------- | ------------------- | --------------------- | ---- |
|                   | Moins de 53 kg |                                       |                                     |                     |                     |                       | e    |
| Anastasia Nichita | Moins de 57 kg | Sandra Paruszewski (GER) Victoire 9-0 | Giullia Penalber (BRA) Victoire 5-0 | Kexin Hong (CHN)    | N/A                 | Tsugumi Sakurai (JPN) | 2e   |
|                   | Moins de 68 kg |                                       |                                     |                     |                     |                       | e    |

| Athlète | Compétition    | Huitièmes de finale | Quart de finale     | Demi-finale         | Repêchage           | Finale / CB         | Rang |
| Athlète | Compétition    | Adversaire Résultat | Adversaire Résultat | Adversaire Résultat | Adversaire Résultat | Adversaire Résultat | Rang |
| ------- | -------------- | ------------------- | ------------------- | ------------------- | ------------------- | ------------------- | ---- |
|         | Moins de 60 kg |                     |                     |                     |                     |                     | e    |
|         | Moins de 67 kg |                     |                     |                     |                     |                     | e    |

### Natation
| Athlète | Épreuve          | Séries      | Séries      | Demi-finales | Demi-finales | Finale | Finale |
| Athlète | Épreuve          | Temps       | Rang        | Temps        | Rang         | Temps  | Rang   |
| ------- | ---------------- | ----------- | ----------- | ------------ | ------------ | ------ | ------ |
|         | 400 m nage libre | Non disputé | Non disputé |              | e            |        | e      |

| Athlète | Épreuve   | Séries | Séries | Demi-finales | Demi-finales | Finale | Finale |
| Athlète | Épreuve   | Temps  | Rang   | Temps        | Rang         | Temps  | Rang   |
| ------- | --------- | ------ | ------ | ------------ | ------------ | ------ | ------ |
|         | 200 m dos |        | e      |              | e            |        | e      |

### Tennis de table
| Athlète(s) (n° de tête de série) | Compétition | Tour préliminaire   | 1er tour            | 2e tour             | 3e tour             | 4e tour             | Quart de finale     | Demi-finale         | Finale / MB         | Rang |
| Athlète(s) (n° de tête de série) | Compétition | Adversaire(s) Score | Adversaire(s) Score | Adversaire(s) Score | Adversaire(s) Score | Adversaire(s) Score | Adversaire(s) Score | Adversaire(s) Score | Adversaire(s) Score | Rang |
| -------------------------------- | ----------- | ------------------- | ------------------- | ------------------- | ------------------- | ------------------- | ------------------- | ------------------- | ------------------- | ---- |
| ()                               | Simple      |                     |                     |                     |                     |                     |                     |                     |                     | e    |

### Tir
| Tireuses | Compétition                  | Qualification | Qualification | Finale | Finale |
| Tireuses | Compétition                  | Points        | Rang          | Points | Rang   |
| -------- | ---------------------------- | ------------- | ------------- | ------ | ------ |
|          | Pistolet à 10 m air comprimé |               | e             |        | e      |

### Tir à l'arc
| Athlète | Compétition | Tour préliminaire | Tour préliminaire | 1/32e de finale  | 1/16e de finale  | 1/8e de finale   | Quart de finale  | Demi-finale      | Finale / MB      | Rang |
| Athlète | Compétition | Score             | Rang              | Adversaire Score | Adversaire Score | Adversaire Score | Adversaire Score | Adversaire Score | Adversaire Score | Rang |
| ------- | ----------- | ----------------- | ----------------- | ---------------- | ---------------- | ---------------- | ---------------- | ---------------- | ---------------- | ---- |
|         | Hommes      |                   | e                 |                  |                  |                  |                  |                  |                  | e    |
|         | Femmes      |                   | e                 |                  |                  |                  |                  |                  |                  | e    |

| Athlètes | Compétition | Tour préliminaire | Tour préliminaire | 1/8e de finale    | Quart de finale   | Demi-finale       | Finale / MB       | Rang |
| Athlètes | Compétition | Score             | Rang              | Adversaires Score | Adversaires Score | Adversaires Score | Adversaires Score | Rang |
| -------- | ----------- | ----------------- | ----------------- | ----------------- | ----------------- | ----------------- | ----------------- | ---- |
|          | Mixte       |                   | e                 |                   |                   |                   |                   | e    |